# Котеленец, Елена Анатольевна
Еле́на Анато́льевна Котеленец (род. 2 марта 1952, Бухарест) — российский историк, специалист по истории России XX века, лениновед. Доктор исторических наук, профессор кафедры истории России факультета гуманитарных и социальных наук РУДН, в котором преподает с 1977 года. Лауреат премий «Золотая полка» (Союз журналистов, 2016) и дважды — «Лучшие книги и издательства года» (2017, 2020).

## Биография
Родилась в семье историка Анатолия Ивановича Котеленец, работавшего в редакции газеты «За прочный мир и народную демократию», и школьной учительницы математики. В семье было три дочери. Окончила исторический факультет МГУ (1974), по диплому — преподаватель истории и обществознания со знанием иностранного языка. В те же годы вышла замуж, есть дочь.
В 1974—1977 гг. в аспирантуре Московского историко-архивного института. Вступила в КПСС.
С 1977 г. ассистент РУДН, с 1983 г. доцент кафедры истории России, с 2000 г. профессор. В 2000 г. защитила докторскую диссертацию «Ленин и его политическое окружение в новейшей историографии (1987—1999)» и спустя год стала профессором. Участвовала в международных научных конференциях в Японии, Греции, Германии, Финляндии и США.
Премией Союза журналистов России за 2016 год отмечена в числе создателей 10-томного Собрания сочинений Е. М. Примакова и двухтомника «Неизвестный Примаков». Лауреат Национальной премии «Лучшие книги и издательства года» за 2017 год в номинации «История» — за издание «Битва за Ленина. Новейшие исследования и дискуссии» (М.: АИРО-XXI, 2017).

## Работы
- В. И. Ленин как предмет исторического исследования : Новейшая историография. — М. : Изд-во Рос. ун-та дружбы народов, 1999. — 222, [1] с.
- Новейшие исследования о Ленине и его политическом окружении. — М. : Права человека, 2001. — 67, [1] с.; ISBN 5-7712-0214-2
- История России (отечественная история) с древнейших времен до наших дней : тексты лекций и методические указания / Е. А. Котеленец, К. Ц. Саврушева, С. В. Девятов. — Москва : Российский ун-т дружбы народов, 2007. — 156 с.
- Виктор Барабаш, Геннадий Бордюгов, Елена Котеленец. Образы России в мире. — М.: АИРО-ХХI, 2011. — 296 с. (Рецензия)
- «В 2017 году Ленин вновь стал центральной исторической фигурой» / Елена Котеленец // Наука и религия. — 2017. — № 11. — С. 20-21.
- Битва за Ленина. Новейшие исследования и дискуссии. М.: АИРО — XXI, 2017. 256 с. (Рецензии: Корноухова Г. Г., Кузнецов А. А.)
- Бордюгов Г. А., Котеленец Е. А. Ленин: культ и антикульт в пространствах памяти / с Приложением С. П. Щербины. — М.: АИРО-XXI, 2020. — 632 с. ISBN 978-5-91022-466-1 (Рецензии: Уткина Н. А., «Вопросы истории» (2021. № 4))